# Campeonato Mundial de Natação em Piscina Curta de 2022 - 400 m medley masculino
A prova dos 400 metros nado medley masculino do Campeonato Mundial de Natação em Piscina Curta de 2022 foi disputada no dia 17 de dezembro de 2022, no Melbourne Sports and Aquatics Centre, em Melbourne, na Austrália.

## Recordes
Antes desta competição, os recordes mundiais e do campeonato nesta prova eram os seguintes:
|                       | Nome        | Nacionalidade  | Tempo   | Local     | Data                   |
| --------------------- | ----------- | -------------- | ------- | --------- | ---------------------- |
| Recorde mundial       | Daiya Seto  | Japão          | 3:54.81 | Las Vegas | 20 de dezembro de 2019 |
| Recorde do campeonato | Ryan Lochte | Estados Unidos | 3:55.50 | Dubai     | 16 de dezembro de 2010 |

## Medalhistas
| Ouro             | Prata               | Bronze              |
| Daiya Seto (JPN) | Carson Foster (USA) | Matthew Sates (RSA) |

## Cronograma
Todos os horários são locais (UTC+11). 
| Data           | Hora  | Evento        |
| -------------- | ----- | ------------- |
| 17 de dezembro | 11:47 | Eliminatórias |
| 17 de dezembro | 20:50 | Final         |

## Resultados

### Eliminatórias
As eliminatórias ocorreram no dia 17 de dezembro com início às 11:47.
| Colocação | Bateria | Raia | Nadador                | Nacionalidade  | Tempo   | Notas            |
| --------- | ------- | ---- | ---------------------- | -------------- | ------- | ---------------- |
| 1         | 3       | 4    | Daiya Seto             | Japão          | 4:00.35 | Q                |
| 2         | 2       | 4    | Carson Foster          | Estados Unidos | 4:01.34 | Q                |
| 3         | 3       | 6    | Matthew Sates          | África do Sul  | 4:02.18 | Q                |
| 4         | 1       | 4    | Jake Foster            | Estados Unidos | 4:02.64 | Q                |
| 5         | 3       | 3    | David Schlicht         | Austrália      | 4:02.85 | Q                |
| 6         | 2       | 3    | So Ogata               | Japão          | 4:03.29 | Q                |
| 7         | 2       | 5    | Alberto Razzetti       | Itália         | 4:04.32 | Q                |
| 8         | 3       | 8    | Richard Nagy           | Eslováquia     | 4:06.26 | Q                |
| 9         | 3       | 7    | Finlay Knox            | Canadá         | 4:07.12 |                  |
| 10        | 3       | 1    | Émilien Mattenet       | França         | 4:08.06 |                  |
| 11        | 2       | 7    | Thomas Jansen          | Países Baixos  | 4:08.29 |                  |
| 12        | 1       | 2    | Wang Hsing-hao         | Taipé Chinesa  | 4:09.74 | Recorde nacional |
| 13        | 2       | 8    | Luan Grobbelaar        | Nova Zelândia  | 4:09.98 |                  |
| 14        | 2       | 1    | Jakub Bursa            | Chéquia        | 4:10.28 |                  |
| 15        | 1       | 5    | Erick Gordillo         | Guatemala      | 4:10.97 | Recorde nacional |
| 16        | 2       | 6    | Andreas Vazaios        | Grécia         | 4:11.39 |                  |
| 17        | 2       | 2    | Huang Zhiwei           | China          | 4:13.19 |                  |
| 18        | 1       | 7    | Matheo Mateos          | Paraguai       | 4:14.73 | Recorde nacional |
| 19        | 1       | 6    | Tao Guannan            | China          | 4:14.85 |                  |
| 20        | 1       | 3    | Kristaps Miķelsons     | Letônia        | 4:19.33 |                  |
| 21        | 1       | 1    | Mubal Azzam Ibrahim    | Maldivas       | 5:00.64 |                  |
| 22        | 3       | 5    | Brendon Smith          | Austrália      | DSQ     | DSQ              |
| 22        | 3       | 2    | Leonardo Coelho Santos | Brasil         | DNS     | DNS              |

### Final
A final foi realizada no dia 17 de dezembro com início às 20:50.
| Colocação         | Raia | Nadador          | Nacionalidade  | Tempo   | Notas            |
| ----------------- | ---- | ---------------- | -------------- | ------- | ---------------- |
| Medalha de ouro   | 4    | Daiya Seto       | Japão          | 3:55.75 |                  |
| Medalha de prata  | 5    | Carson Foster    | Estados Unidos | 3:57.63 |                  |
| Medalha de bronze | 3    | Matthew Sates    | África do Sul  | 3:59.21 | Recorde nacional |
| 4                 | 1    | Alberto Razzetti | Itália         | 4:00.45 |                  |
| 5                 | 7    | So Ogata         | Japão          | 4:02.21 |                  |
| 6                 | 6    | Jake Foster      | Estados Unidos | 4:02.51 |                  |
| 7                 | 2    | David Schlicht   | Austrália      | 4:04.33 |                  |
| 8                 | 8    | Richard Nagy     | Eslováquia     | 4:05.57 |                  |

Legenda
| Recorde mundial       | Recorde mundial (World record)               |                       | Recorde africano                      | Recorde africano (African) |                                           | Q | Classificado por posição (Qualified) |
| Recorde do campeonato | Recorde do campeonato (Championship record)  | Recorde da América    | Recorde da América (Americas)         | q                          | Classificado por melhor tempo (Qualified) |   |                                      |
| Melhor marca do ano   | Melhor marca do ano (World leading)          | Recorde asiático      | Recorde asiático (Asian)              | DNS                        | Não largou (Did not start)                |   |                                      |
| Recorde nacional      | Recorde nacional (National record)           | Recorde europeu       | Recorde europeu (European)            | DNF                        | Não terminou (Did not finish)             |   |                                      |
| Recorde pessoal       | Recorde pessoal do atleta (Personal best)    | Recorde da Oceania    | Recorde da Oceania (Oceania)          | DSQ / DQ                   | Desclassificado (Disqualified)            |   |                                      |
| Recorde da temporada  | Recorde da temporada do atleta (Season best) | Recorde sul-americano | Recorde sul-americano (South America) | NM                         | Sem marca (No mark)                       |   |                                      |